# Hayden Hackney
Hayden Hackney, né le 26 juin 2002 à Redcar, est un footballeur anglais qui évolue au poste de milieu de terrain au Middlesbrough FC.

## Biographie
Hackney est né à Redcar en Angleterre, où il a grandi,,,.

### Carrière en club
Hayden Hackney est formé au Middlesbrough FC, qu'il a rejoint en moins de 10 ans. Il y signe son premier contrat professionnel le 26 juin 2019, à l'aube de ses 17 ans,,.
Il fait ses débuts en équipe première le 9 janvier 2021, titularisé lors d'une défaite 2-1 en FA Cup contre Brentford,.
Le 31 août 2021, Hackney est prêté au Scunthorpe United en League Two jusqu'en janvier 2022. S'imposant comme titulaire lors de la première moitié de saison, il voit son prêt prolongé jusqu'à l'été 2022.
De retour avec Middlesbrough, Hackney marque son premier but avec le club de deuxième division le 19 octobre 2022, lors d'une victoire 4-1 à l'extérieur en championnat, contre le Wigan Athletic.
Il s'impose alors comme un élément central et une des révélations de l'effectif de Michael Carrick qui joue les premières places du Championship,,,

### Carrière en sélection
Hackney est international anglais avec les moins de 15 ans en 2016, mais est également éligible pour représenter l'Écosse, sa mère étant née à Édimbourg,,. Il représente ainsi pour la première fois l'Écosse en novembre 2022, jouant avec les espoirs écossais,,.

## Style de jeu
Hackney est un milieu de terrain, évoluant principalement comme milieu défensif, avec un rôle de meneur de jeu reculé en raison de son habileté balle au pied.